# Площадь Маркина
Пло́щадь Ма́ркина — площадь в Нижегородском районе Нижнего Новгорода. Находится между Рождественской улицей и Нижне-Волжской набережной, напротив здания речного вокзала.

## Название
С 1835 по 1918 год площадь носила название Софроновская, по фамилии купца, на месте дома которого площадь была построена.
В 1918 году Софроновскую площадь переименовали в площадь Маркина, в честь организатора Волжской военной флотилии Николая Григорьевича Маркина.

## История

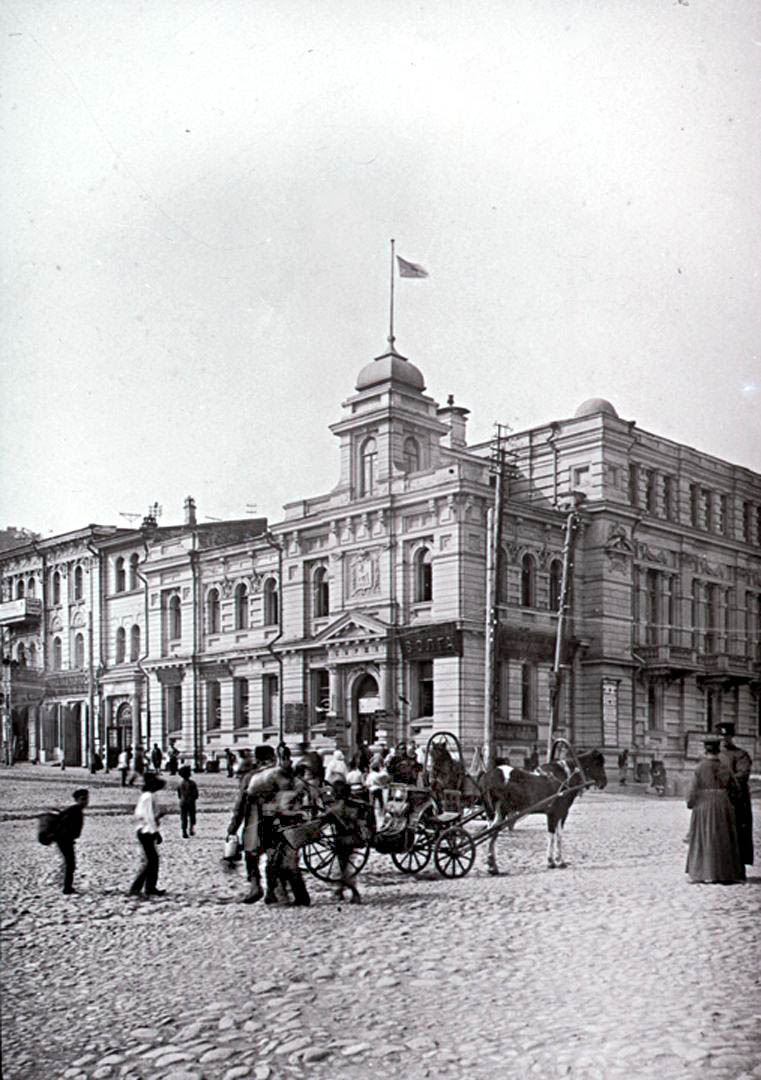
Здание судовладельческого общества «По Волге». Начало XX века.

В 1835—1839 годах Рождественская улица претерпела значительные преобразования, в рамках которых и была создана Софроновская площадь.
Краевед Николай Иванович Храмцовский писал, что в середине XIX века на площади стояли легковые извозчики, в марте и апреле там происходила складка тяжеловесных снастей, а осенью на площади торговали яблоками, арбузами и другими фруктами и овощами. Весь год в те времена на Софроновской площади торговали горшечным товаром и казённой солью в особо обустроенной лавке.
В конце XIX века на площади был открыт «Фонтан благотворителей», построенный в честь нижегородских купцов, оказавших существенную помощь в расширении нижегородского водопровода. В конце 60-х годов XX века Горьковский городской совет депутатов трудящихся принял решение демонтировать фонтан. Руководитель проекта «Рождественская сторона», Александр Сериков считает, что есть три причины демонтажа: «поржавел и постарел, он — пережиток императорской России и не вписывался в концепцию архитектурного пространства пл. Маркина».
С конца 1950-х годов на площади разместилась крупная автобусная конечная для автобусов Сормовского и Автозаводского направления. В 1977 году на площади был открыт новый фонтан, разработанный по проекту Бориса Сергеевича Нелюбина. Фонтан проработал до 2000 года, а в 2007 году был реконструирован.
В 2020 году площадь была благоустроена в рамках подготовки Нижнего Новгорода к празднованию 800-летия. Вновь был благоустроен фонтан, расширена пешеходная часть площади, в сквере установлена цветодинамическая подсветка.